# Phyllophaga hornii
Phyllophaga hornii är en skalbaggsart som beskrevs av Smith 1889. Phyllophaga hornii ingår i släktet Phyllophaga och familjen Melolonthidae. Inga underarter finns listade i Catalogue of Life.